# Coupe intercontinentale de beach soccer 2013
Navigation
2012 2014
La Coupe intercontinentale 2013 est la troisième édition de cette compétition qui se déroule à Dubaï en novembre 2013.
La Russie perd pour la première fois en finale au profit de l'Iran qui remporte son premier trophée majeur pour sa première participation à la compétition.

## Nations participantes
Les équipes sont déterminées par rapport à leur place lors des qualifications à la Coupe du monde 2013. L'Iran, le Maroc et l'Italie joue pour la première fois la compétition.
| Confédération | Nation              | Position lors des qualifications |
| ------------- | ------------------- | -------------------------------- |
| AFC           | Émirats arabes unis | Hôte                             |
| AFC           | Iran                | Champion d'Asie                  |
| CAF           | Maroc               | 3e de la zone Afrique            |
| CONCACAF      | Mexique             | 3e de la zone Amérique du Nord   |
| CONMEBOL      | Brésil              | 3e de la zone Amérique du Sud    |
| UEFA          | Russie              | Champion d'Europe                |
| UEFA          | Suisse              | 3e de la zone Europe             |
| UEFA          | Italie              | 6e de la zone Europe             |

## Tournoi

### Phase de groupe

#### Groupe A
| Équipe              | J | G | G+ | P | Bp | Bc | +/- | Pts |
| ------------------- | - | - | -- | - | -- | -- | --- | --- |
| Suisse              | 3 | 2 | 1  | 0 | 20 | 15 | +5  | 8   |
| Émirats arabes unis | 3 | 2 | 0  | 1 | 9  | 8  | +1  | 6   |
| Mexique             | 3 | 1 | 0  | 2 | 11 | 11 | 0   | 3   |
| Maroc               | 3 | 0 | 0  | 3 | 11 | 17 | –6  | 0   |

| 19 novembre 2013 | Suisse                                                                                    | 6 – 5 a. p. | Mexique                                                                | Jumeirah Beach, Dubaï |  |
| 16:45            | S. Spacarotella 8e · D. Stankovic 16e · S. Leu 18e (pen.) 34e · P. Borer 22e · N. Ott 38e |             | 4e 20e E. Marin · 6e A. Villa · 7e (csc) S. Spaccarotella · 9e F. Cati |                       |  |
| 16:45            | Rapport 1 Rapport 2                                                                       |             |                                                                        |                       |  |

| 19 novembre 2013 | Émirats arabes unis                         | 3 – 2 | Maroc                           | Jumeirah Beach, Dubaï |  |
| 20:30            | H. Alhammadi 14e 24e · Karim Albalooshi 28e |       | 27e M. Boujad · 34e A. Moufakir |                       |  |
| 20:30            | Rapport 1 Rapport 2                         |       |                                 |                       |  |

| 20 novembre 2013 | Maroc                                                                                          | 7 – 9 | Suisse                                                                        | Jumeirah Beach, Dubaï |  |
| 16:45            | N. El Hadoui 7e · B. Esaadi 8e 29e · N. Boulakouaba 8e 26e · A. El Hadoui 28e · K. Mahboub 30e |       | 2e P. Borer · 3e 8e 14e 23e 27e 32e D. Stankovic · 11e N. Ott · 19e V. Jaeggy |                       |  |
| 16:45            | Rapport 1 Rapport 2                                                                            |       |                                                                               |                       |  |

| 20 novembre 2013 | Mexique             | 1 – 3 | Émirats arabes unis                                                    | Jumeirah Beach, Dubaï |  |
| 20:30            | R. Villalobos 10e   |       | 1re Karim Albalooshi · 30e (pen.) H. A. Daryaei · 30e Kamal Albalooshi |                       |  |
| 20:30            | Rapport 1 Rapport 2 |       |                                                                        |                       |  |

| 21 novembre 2013 | Maroc                              | 2 – 5 | Mexique                                           | Jumeirah Beach, Dubaï |  |
| 18:30            | A. El Hamidy 22e · A. Moukafir 30e |       | 7e 17e A. Villa · 21e 36e H. Lopez · 26e M. Plata |                       |  |
| 18:30            | Rapport 1 Rapport 2                |       |                                                   |                       |  |

| 21 novembre 2013 | Émirats arabes unis                                     | 3 – 5 | Suisse                                                   | Jumeirah Beach, Dubaï |  |
| 20:30            | H. Alhammadi 1re · A. Beshir 12e · Kamal Albalooshi 25e |       | 3e 11e D. Stankovic · 4e S. Meier · 5e 29e (pen.) N. Ott |                       |  |
| 20:30            | Rapport 1 Rapport 2                                     |       |                                                          |                       |  |

#### Groupe B
| Équipe | J | G | G+ | P | Bp | Bc | +/- | Pts |
| ------ | - | - | -- | - | -- | -- | --- | --- |
| Iran   | 3 | 0 | 3  | 0 | 13 | 13 | 0   | 6   |
| Russie | 3 | 1 | 1  | 1 | 14 | 11 | +3  | 5   |
| Brésil | 3 | 1 | 0  | 2 | 15 | 12 | +3  | 3   |
| Italie | 3 | 0 | 0  | 3 | 12 | 18 | –6  | 0   |

| 19 novembre 2013 | Russie                                     | 2 – 2 a. p.       | Iran                                   | Jumeirah Beach, Dubaï |  |
| 18:00            | E. Shaykov 5e · Y. Krasheninnikov 39e      |                   | 30e M. Mesigar · 37e M. Ahmadzadeh     |                       |  |
| 18:00            | Rapport 1 Rapport 2                        |                   |                                        |                       |  |
| 18:00            | I. Leonov · Y. Krasheninnikov · D. Shishin | Tirs au but 2 – 3 | A. Naderi · M. Hassani · M. Ahmadzadeh |                       |  |

| 19 novembre 2013 | Italie              | 2 – 5 | Brésil                                  | Jumeirah Beach, Dubaï |  |
| 19:15            | G. Gori 10e 15e     |       | 15e 16e 27e 36e B. Xavier · 19e Cesinha |                       |  |
| 19:15            | Rapport 1 Rapport 2 |       |                                         |                       |  |

| 20 novembre 2013 | Iran                                                        | 4 – 4 a. p.       | Brésil                                        | Jumeirah Beach, Dubaï |  |
| 18:00            | S. P. Hosseini 2e · F. Boloukbashi 11e 18e · M. Hassani 33e |                   | 2e Mauricinho · 10e Eudin · 26e 34e B. Xavier |                       |  |
| 18:00            | Rapport 1 Rapport 2                                         |                   |                                               |                       |  |
| 18:00            | A. Naderi · M. Hassani · M. Ahmadzadeh                      | Tirs au but 3 – 1 | B. Xavier · Eudin                             |                       |  |

| 20 novembre 2013 | Russie                                                                                         | 6 – 3 | Italie                                                   | Jumeirah Beach, Dubaï |  |
| 19:15            | A. Peremitin 5e · A. Makarov 17e 20e · E. Eremeev 18e · Y. Krasheninnikov 22e · D. Shishin 33e |       | 28e (pen.) G. Gori · 29e P. Palmacci · 32e F. Corosiniti |                       |  |
| 19:15            | Rapport 1 Rapport 2                                                                            |       |                                                          |                       |  |

| 21 novembre 2013 | Iran                                                                                             | 7 – 7 a. p.       | Italie                                                                                  | Jumeirah Beach, Dubaï |  |
| 16:45            | F. Boulokbashi 6e 8e · M. Hassani 8e · M. Mokhtari 21e · M. Mesigar 29e, 31e · M. Ahmadzadeh 33e |                   | 5e 29e P. Palmacci · 6e 27e S. di Tullio · 7e (pen.) 34e A. Frainetti · 30e M. Leghissa |                       |  |
| 16:45            | Rapport 1 Rapport 2                                                                              |                   |                                                                                         |                       |  |
| 16:45            | F. Boulokbashi · A. Naderi · M. Hassani                                                          | Tirs au but 3 – 2 | F. Corosiniti · M. Leghissa · P. Palmacci                                               |                       |  |

| 21 novembre 2013 | Brésil                                                    | 6 – 6 a. p.       | Russie                                                                      | Jumeirah Beach, Dubaï |  |
| 19:15            | B. Xavier 16e 26e 36e (pen.) · Datinha 29e 37e · Buru 30e |                   | 1re A. Shkarin · 16e 22e D. Shishin · 28e 39e A. Makarov · 35e A. Peremitin |                       |  |
| 19:15            | Rapport 1 Rapport 2                                       |                   |                                                                             |                       |  |
| 19:15            | D. Catarino · Mauricinho                                  | Tirs au but 1 – 3 | D. Shishin · Y. Krasheninnikov · A. Peremitin                               |                       |  |

### Matchs de classement

#### Demi-finales de classement
| 22 novembre 2013 | Brésil                                                          | 5 – 3 | Maroc                                                    | Jumeirah Beach, Dubaï |  |
| 16:45            | Mauricinho 10e 16e · Datinha 11e · Sidney 17e · D. Catarino 36e |       | 29e N. Boulakouaba · 31e A. El Hamidy · 36e N. El Hadoui |                       |  |
| 16:45            | Rapport 1 Rapport 2                                             |       |                                                          |                       |  |

| 22 novembre 2013 | Italie                                        | 5 – 4 | Mexique                                   | Jumeirah Beach, Dubaï |  |
| 18:00            | P. Palmacci 12e 18e 36e · M. Leghissa 26e 34e |       | 8e 36e (pen.) E. Marin · 26e 30e M. Plata |                       |  |
| 18:00            | Rapport 1 Rapport 2                           |       |                                           |                       |  |

#### 7eplace
| 23 novembre 2013 | Maroc                                        | 2 – 3 | Mexique                       | Jumeirah Beach, Dubaï |  |
| 16:45            | N. Boulakouaba 3e (pen.) · A. El Hadaoui 18e |       | 9e 18e A. Villa · 30e F. Cati |                       |  |
| 16:45            | Rapport 1 Rapport 2                          |       |                               |                       |  |

#### 5eplace
| 23 novembre 2013 | Brésil                                                             | 7 – 5 a. p. | Italie                                                      | Jumeirah Beach, Dubaï |  |
| 18:00            | B. Xavier 1re 38e · Eudin 9e 35e · Mauricinho 23e 37e · Sidney 35e |             | 16e 25e 29e P. Palmacci · 32e S. Marinai · 34e A. Frainetti |                       |  |
| 18:00            | Rapport 1 Rapport 2                                                |             |                                                             |                       |  |

### Phase finale

#### Demi-finales
| 22 novembre 2013 | Iran                                | 2 – 1 | Émirats arabes unis | Jumeirah Beach, Dubaï |  |
| 19:15            | M. Ahmadzadeh 30e · M. Mokhtari 31e |       | 30e A. Ranjbar      |                       |  |
| 19:15            | Rapport 1 Rapport 2                 |       |                     |                       |  |

| 22 novembre 2013 | Suisse                                                                            | 10 – 11 a. p. | Russie | Jumeirah Beach, Dubaï |  |
| 20:30            | D. Stankovic 8e 11e 24e 30e 30e 39e · M. Jaeggy 16e (pen.) 21e 35e · P. Borer 34e |               | 5e 12e 17e 27e 39e A. Peremitin · 6e 34e E. Shaykov · 7e D. Shishin · 18e E. Eremeev · 31e 39e Y. Krasheninnikov |                       |  |
| 20:30            | Rapport 1 Rapport 2                                                               |               | |                       |  |

#### 3eplace
| 23 novembre 2013 | Émirats arabes unis                                                                                      | 8 – 7 | Suisse                                                                       | Jumeirah Beach, Dubaï |  |
| 19:15            | Kamal Albalooshi 15e · H. Alhammadi 26e (pen.) 27e 33e 33e · R Al Mesaabi 27e 33e · Karim Albalooshi 36e |       | 6e 7e 16e (pen.) N. Ott · 27e 28e D. Stankovic · 28e M. Misev · 30e P. Borer |                       |  |
| 19:15            | Rapport 1 Rapport 2                                                                                      |       |                                                                              |                       |  |

#### Finale
| 23 novembre 2013 | Iran                                                 | 4 – 3 | Russie                                                | Jumeirah Beach, Dubaï |  |
| 20:30            | M. Ahmadzadeh 1re 25e · M. Kiani 22e · A. Naderi 25e |       | 8e A. Peremitin · 24e D. Shishin · 30e (csc) M. Kiani |                       |  |
| 20:30            | Rapport 1 Rapport 2                                  |       |                                                       |                       |  |

## Classement final
| Place | Équipe              |
| ----- | ------------------- |
| 1     | Iran                |
| 2     | Russie              |
| 3     | Émirats arabes unis |
| 4     | Suisse              |
| 5     | Brésil              |
| 6     | Italie              |
| 7     | Mexique             |
| 8     | Maroc               |

## Récompenses individuelles
Trophées individuels décernés à la fin de la compétition :
- Meilleur joueur :  Mohammad Ahmadzadeh
- Meilleur buteur :  Dejan Stankovic (17 buts)
- Meilleur gardien :  Andreï Boukhlitski

### Buteurs
| # | Joueur            | Nbr |
| - | ----------------- | --- |
| 1 | Dejan Stankovic   | 17  |
| 2 | Bruno Xavier      | 11  |
| 3 | Paolo Palmacci    | 9   |
| 4 | Anatoly Peremitin | 8   |
| 5 | Noël Ott          | 7   |